# Північна Македонія на літніх Олімпійських іграх 2024
Північну Македонію на літніх Олімпійських іграх 2024 представляли шість спортсменів у шести видах спорту.